# التلفزيون السويدي
التلفزيون السويدي (SVT) هي شركة تلفزيونية سويدية. تأسست في عام 1979 بعد حلها من الراديو السويدي، بعد ثلاث وعشرين عاما من الإطلاق الرسمي للتلفزيون السويدي في عام 1956.
الشركة مملوكة من قبل مؤسسة يتم تعيين أعضاء مجلس إدارتها من قبل الحكومة. ويتم تمويل برامج التلفزيون السويدي من خلال نسبة مئوية في قسيمة الضرائب منذ الأول من 2019 باعتبار عدم بثها للإعلانات.
يشغل التلفزيون السويدي قناتين عامتين:
- التلفزيون السويدي 1 (تم إنشاؤه في عام 1956)
- التلفزيون السويدي 2 (تم إنشاؤه في عام 1969)

بالإضافة إلى ثلاث قنوات موضوعية:
- التلفزيون السويدي 24 (قناة إخبارية، تم إنشاؤها في 1999)
- SVT Barnkanalen (قناة أطفال، تأسست عام 2002)
- Kunskapskanalen (قناة وثائقية ومعرفية، أنشئت في عام 2004 بالاشتراك مع Sveriges Utbildningsradio)

## اقرأ أيضاً
- التلفزيون في السويد